# جون دينغل الابن
جون دينغل الابن (بالإنجليزية: John Dingell)‏ (و. 1926 – 2019 م) هو سياسي، ومساعد باحث، وقاضي، ومحامي أمريكي، ولد في كولورادو سبرينغس، كولورادو، كان عضوًا في الحزب الديمقراطي، ويحمل رتبة عسكرية ملازم، توفي في ديربورن، ميشيغان، عن عمر يناهز 93 عاماً، بسبب سرطان البروستاتا.

## مناصب
تولى منصب عضو مجلس النواب الأمريكي (3 يناير 2013–3 يناير 2015)
- عضو مجلس النواب الأمريكي (5 يناير 2011–3 يناير 2013)[6]
- عضو مجلس النواب الأمريكي (6 يناير 2009–3 يناير 2011)[6]
- عضو مجلس النواب الأمريكي (4 يناير 2007–3 يناير 2009)[6]
- عضو مجلس النواب الأمريكي (4 يناير 2005–3 يناير 2007)[6]
- عضو مجلس النواب الأمريكي (7 يناير 2003–3 يناير 2005)[6]
- عضو مجلس النواب الأمريكي (3 يناير 2001–3 يناير 2003)[6]
- عضو مجلس النواب الأمريكي (6 يناير 1999–3 يناير 2001)[6]
- عضو مجلس النواب الأمريكي (7 يناير 1997–3 يناير 1999)[6]
- عضو مجلس النواب الأمريكي (4 يناير 1995–3 يناير 1997)[6]
- عميد مجلس النواب الأمريكي  [لغات أخرى]‏ (3 يناير 1995–3 يناير 2015)
- عضو مجلس النواب الأمريكي (5 يناير 1993–3 يناير 1995)[6]
- عضو مجلس النواب الأمريكي (3 يناير 1991–3 يناير 1993)[6]
- مندوب  [لغات أخرى]‏، المؤتمر الوطني الديمقراطي [الإنجليزية]‏.[6]

## التعليم
تعلم في مركز الحقوق في جامعة جورجتاون، وتحصل منها على دكتوراه في القانون (حتى 1952)، وتعلم في جامعة جورجتاون، وتحصل منها على بكالوريوس العلوم (حتى 1949)، وتعلم في Georgetown Preparatory School ‏، وتعلم في مدرسة مستقلة.

## الخدمة العسكرية
خدم في القوات البرية للولايات المتحدة (1944–1946).

## جوائز
حصل على جوائز منها:

وسام الحرية الرئاسي

## وصلات خارجية
- جون دينغل الابن على موقع IMDb (الإنجليزية)
- جون دينغل الابن على موقع إن إن دي بي (الإنجليزية)
- جون دينغل الابن في قاعدة بيانات الأفلام على الإنترنت